# Església de Vilar de Frades

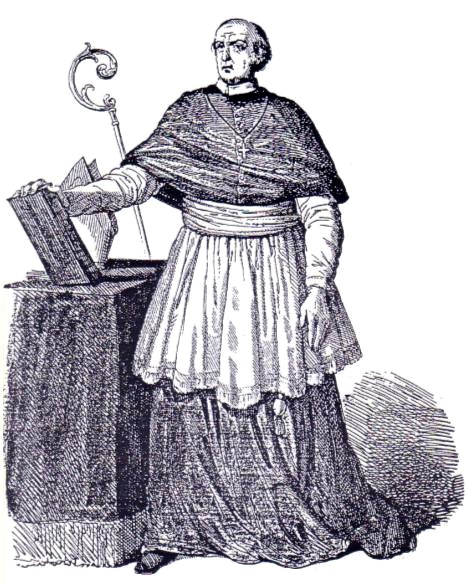
Mestre João Vicente, fundador de l'Orde dels Lóios i del Convent de Vilar de Frades

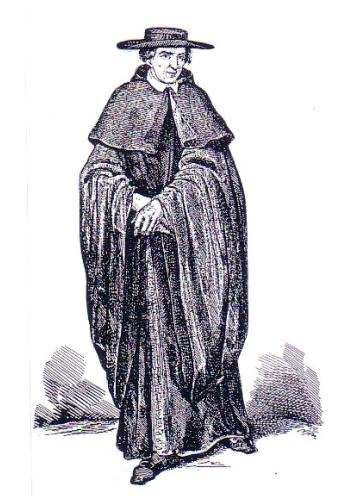
Canonge de l'Orde dels Lóios

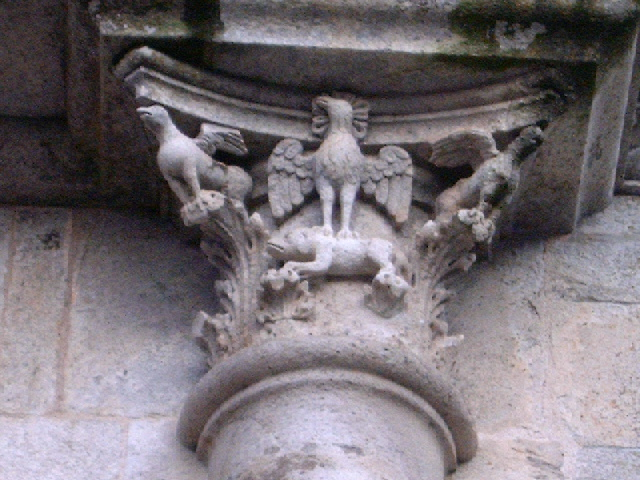
Detall del portal sud de la façana, en estil neoromànic, utilitzant vestigis del monestir originari -ací, una àguila, símbol de la congregació, alçant rèptil

L'Església de Sâo Salvador de Vilar de Frares, també anomenada Església de Vilar de Frares i Església del Monestir dels Lóios, es troba a la muntanya Airó, al costat del marge esquerre del riu Cávado, a la freguesia d'Areias de Vilar, al municipi de Barcelos, districte de Braga, a Portugal.
Forma part del conjunt del convent de la Congregació de Canonges Seculars de Sâo Joâo Evangelista que ací establí la primera casa mare, i havia estat abans un monestir benedictí.
Té una arquitectura notable, especialment per les voltes de l'església, a l'absis i al transsepte, així com pel portal manuelí de la façana principal, al costat del qual es troba, a la torre sud, un portal i una finestra de característiques neoromàniques, construïts al segle xix, amb vestigis del monestir originari.
És Monument Nacional des de 1910.

## Història
La referència més antiga al monestir benedictí de Vilar de Frares data de 1509. Tanmateix, segons fra Leão de Sâo Tomás, hauria existit una carta del monjo benedictí fra Drumário, escrita el 7 d'octubre de 571, que datava la fundació del monestir del 566, per Martí de Braga. Segons Jorge de São Paulo, creient en l'existència d'aquesta carta, el monestir seguí la regla de sant Benet des d'aquesta data fins al 714, any en què fou destruït per les invasions musulmanes, i no en resta res d'aquesta fase de la vida del convent. Hauria estat reconstruït, segons el mateix autor, el 1070, sota l'orde Benedictí fins al 1425. La reconstrucció la feren, sobretot, nobles locals, com Godinho Viegas, que pel seu rol en la conquesta cristiana, reberen favors dels primers monarques portuguesos, com ara Sanç I, que va donar fur al monestir el 1172. El 1104, Dona Gotinha, parenta de Godinho Viegas, donà un nou estímul al convent, i una propietat rústica de la freguesia de Santiago de Encourados.(2)
El 1302, Dona Beringeira Aires, hereva i patrona d'altres convents a més d'aquest, donà, el 12 d'agost, el patronatge i jurisdicció que tenia sobre el monestir al bisbe de Porto. El 1400, va passar a ser una abadia secular, sota el patronatge de l'arquebisbe de Braga. El 1425, finalment, Fernando da Guerra, arquebisbe de Braga, dona el monestir al metge Joâo Vicente, futur bisbe de Lamego i Viseu. Aquest el va reformar.
Al convent s'annexaren, al llarg de la seua ocupació pels Lóios, algunes esglésies, la majoria de les quals per Fernando da Guerra. A més de l'església del Monestir de Sâo Bento da Várzea, va annexar l'església de Santa Maria Madalena, de Sâo Joâo d'Areias de Vilar, Santa Leocádia de Pedra Furada, Santa Maria de Moure, Sâo Jorge de Airó, Sâo Martinho de Airó, Sâo Vicente de Areias, Sâo Pedro de Adães i Santiago de Encourados. L'arquebisbe Luís Pires hi annexarà també Santa Maria de Góis, després de la renúncia de l'abat d'aquesta església en entrar en l'orde dels Lóios.(2)
Alfons V fou un dels reis portuguesos que més va beneficiar l'orde, i Vilar de Frares en particular, amb privilegis i exempcions. Joan V de Portugal confirmà els privilegis concedits pels antecessors. Maria I, el 23 d'octubre de 1779 funda en el convent una escola "de llegir, escriure i comptar". Per provisió règia de 1782, la sobirana concedia als canonges de Vilar de Frares els mateixos privilegis que havien estat atribuïts al canonge de la Seu de Porto i als monjos de l'orde benedictí. A la fi del segle xviii, Vilar de Frares tenia un ampli poder econòmic sobre 126 freguesies.(2)

## L'església

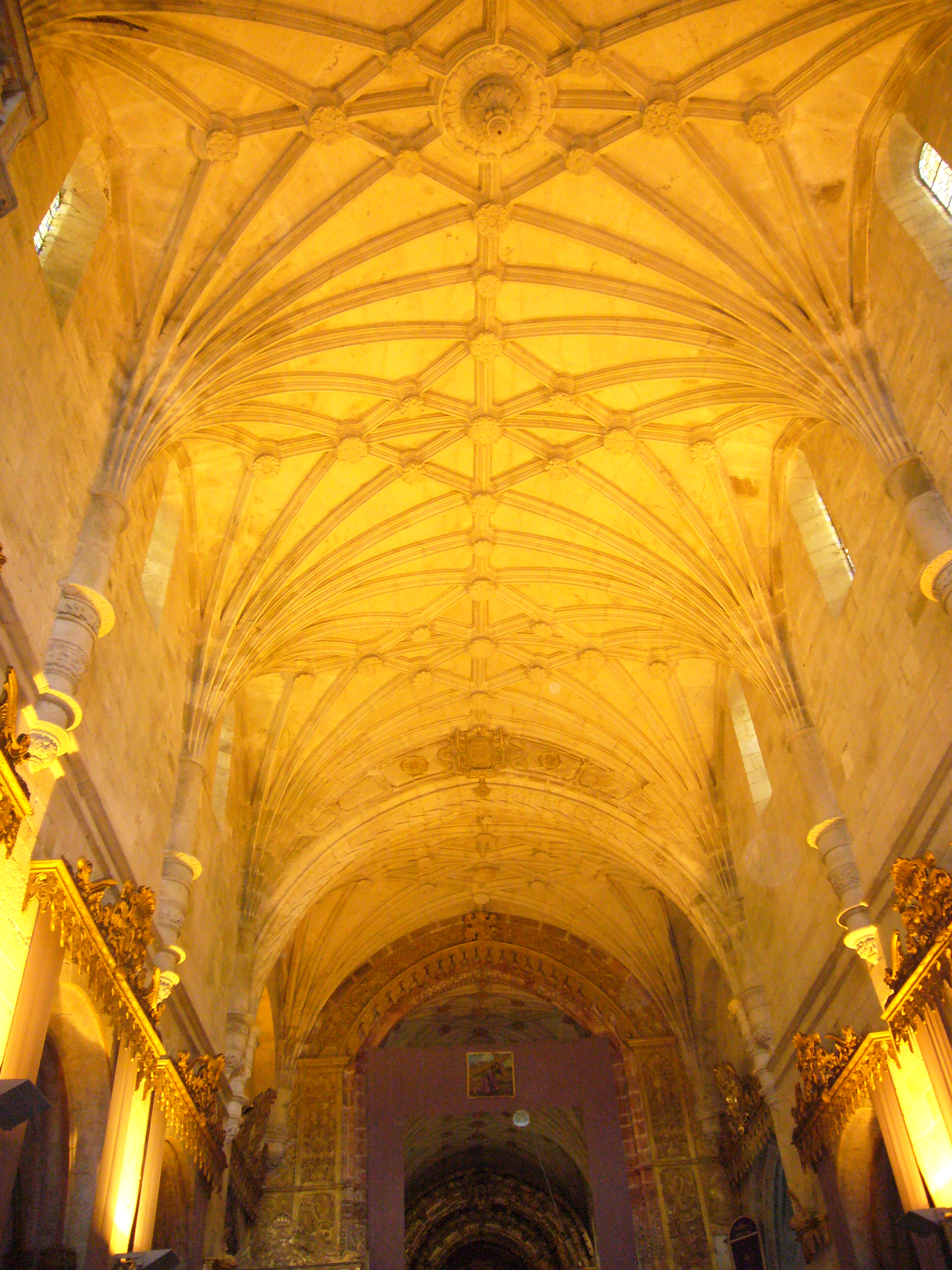
Volta de la nau de l'església

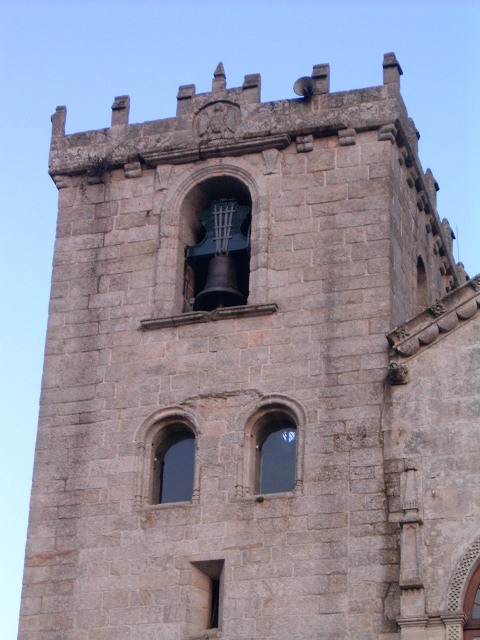
Torre de l'alçat principal, al nord, amb cresteria i l'àguila, símbol de la congregació

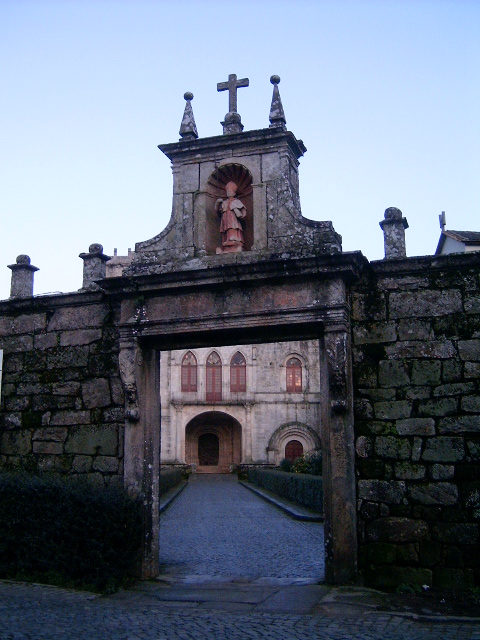
Porta d'accés a l'atri, amb la imatge de Lorenzo Giustiniani

L'església romànica primitiva, de la qual resten alguns elements al costat sud de la façana ("torre vella") ha estat datada de forma irregular per diversos autors, variant de 1070 fins a l'inici del segle XIII. Tanmateix, tenint en compte la data de la carta foral i les característiques dels elements conservats, propis del romànic tardà, es creu que data del darrer quart del segle xii. Tant el portal com la finestra al seu damunt es reconstruïren a l'inici del segle xix, modificant, probablement, gran part de l'estructura originària, per ordre del rector Martinho José de Almeida. El portal té actualment tres arquivoltes ornamentades amb éssers fabulosos i elements naturals i geomètrics, amb capitells que contenen elements típics del bestiari romànic.(2)
L'església, amb planta en forma de creu llatina amb transsepte reduït, té la capçalera cap a l'est. El cos és de nau única, separada amb cinc capelles laterals. Aquestes característiques s'assemblen al que va ser designat com esglésies criptocolaterals, comunes des de mitjans del segle xvi.(2)
Alguns arquitectes de la família Lopes de Guimarães foren contractats pels canonges de Vilar de Frares en obres del convent. Molts autors, tanmateix, atribueixen el traçat arquitectònic a Joâo de Castilho. Si fou així, el projecte dataria del final de la primera dècada del segle xvi, quan Castilho acabava les obres a la Seu de Braga, on va aplicar per primera vegada a Portugal la "volta <i>combada</i>", sistema que s'aplicà, poc després, a Vilar de Frares.

## Característiques

### Absis i creuer
La pedra utilitzada en l'absis és un tipus de granit extret de la muntanya Penida, a Areias de Vilar, de gran qualitat estètica, ja que s'arriba a assemblar al marbre. Tot i que recorrent a elements propis de l'estil manuelí, la relació de proporcionalitat harmònica i equilibrada del conjunt s'insereix en una línia classicista accentuada per la llum de les finestres, per la claredat del granit usat, per les mènsules que suporten els nervis del sostre i pel fris que els uneix inferiorment. Les voltes, amb el traçat típic de Joâo de Castilho, es feren segons noves tècniques que permetien un notable descens del perfil dels nervis.(2)
El 1697, s'engrandí la capçalera per l'est, per incloure-hi el retaule principal i la respectiva tribuna, pel mestre Pascoal Fernandes i Joâo Moreira, de Porto, en "estil pla". Aquesta ampliació, visible des de l'exterior, a la part posterior de l'edifici, contrasta en estil amb l'edifici manuelí -en comptes dels contraforts i d'una cornisa còncava decorada amb rosasses, l'annex presenta pilastres manieristes i una cornisa convexa amb un fris inferior. El 1930, el director interí dels "Monuments del Nord" referia, tanmateix, la necessitat d'obres urgents a les teulades, portada, i consolidació de la volta de la capella principal, que amenaçava ruïna.(2)

### Capelles col·laterals i cor
Les capelles col·laterals d'estil manuelí són també rellevants pel que fa a les voltes, d'estructura gairebé quadrangular. Els nervis parteixen de mènsules ornamentats amb temes vegetals, antropomòrfics i de fauna, i en ressalta la imatge de l'àguila de Joan Evangelista.(2) 
El cor, acabat durant les obres del segle xvi, es reformà al 1682, per António Joâo Padilha, de Porto, per construir-hi cadires, prestatgeries, reixes i tribuna per a l'orgue.
La resta del cos de l'església la construí el mateix Joâo Lopes, el Vell, en una segona fase d'obres que els frares costejaren majoritàriament, a causa de l'enfrontament amb el bisbe Diogo de Sousa que, així i tot, va pagar els vitralls del cor -informació que permet concloure que les obres s'acabaren abans de 1532, any de la mort del prelat. Van ser construïts, en aquesta fase, la portada de l'església i l'arc i volta del cor.(2) El cos de l'església, mantenint la planta traçada originàriament, tindria característiques de les esglésies tipus sala, amb format rectangular. D'aquest cos resta només un mur irregular al nord. La falta de recursos monetaris va obligar els frares a cobrir la nau amb un folre de fusta sostinguda de manera fràgil per parets poc espesses i sense contraforts, la qual cosa obligà a fer obres en les dècades de 1620 i 1630 de les quals resultarien les actuals imposants voltes.(2)
Entre el tresor de l'església hi ha les rajoles del segle xvi, signades i datades de 1742 folrant dues capelles de l'interior, i altres del segle xviii, possiblement de fabricació regional i bastant rares. L'altar principal conté actualment una peça de talla imponent, en estil nacional, datat del 1697. En destaquen dues teles de Pedro Alexandrino, en la sagristia (construïda al segle xviii), i algunes escultures.(10)

### La façana principal

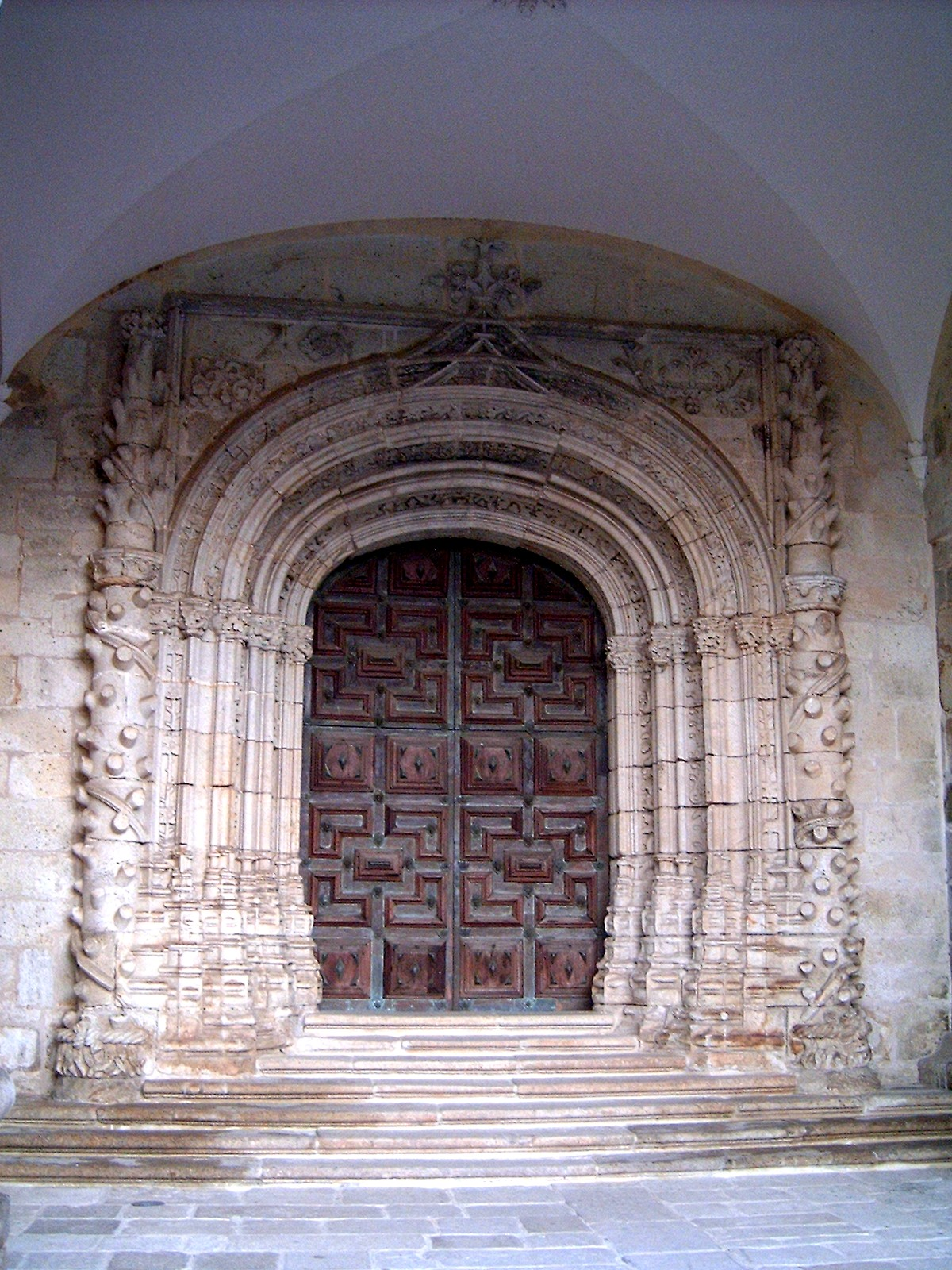
Portal principal

En el context de les obres del cinc-cents, el portal principal fou objecte d'especial atenció. El 1523 ja estaria conclòs, com es desprén dels cronistes del convent que a partir d'aquesta data comencen a referenciar les obres del monestir. Es caracteritza per cinc arcs carpanells, en grups de tres pseudocolumnes, integrats en arrabans, enquadrats per dos grans columnes que tenen forma de dos troncs podats. Està protegit per un porxo també d'arc carpanell.(2)

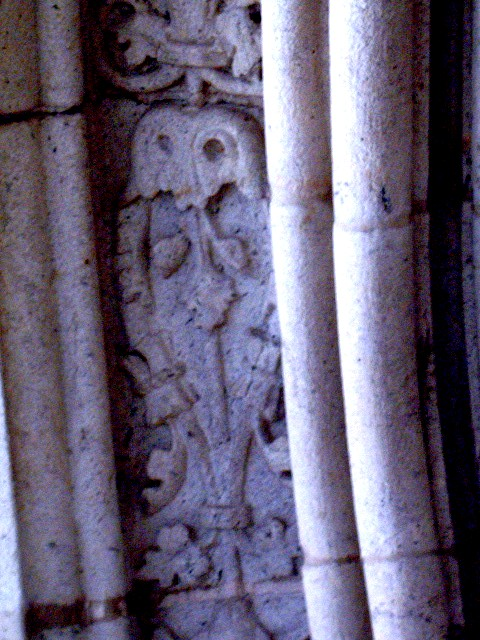
Detall vegetal del portal
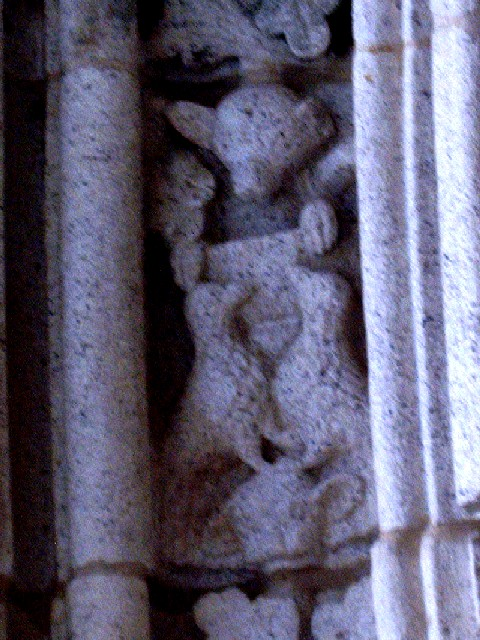
Detall "grotesc" del portal: aus i caps d'animals
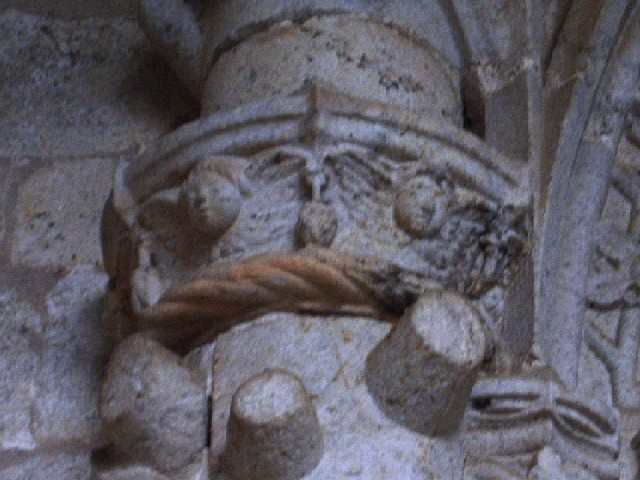
Caps d'àngels al "capitell" dels troncs laterals del portal
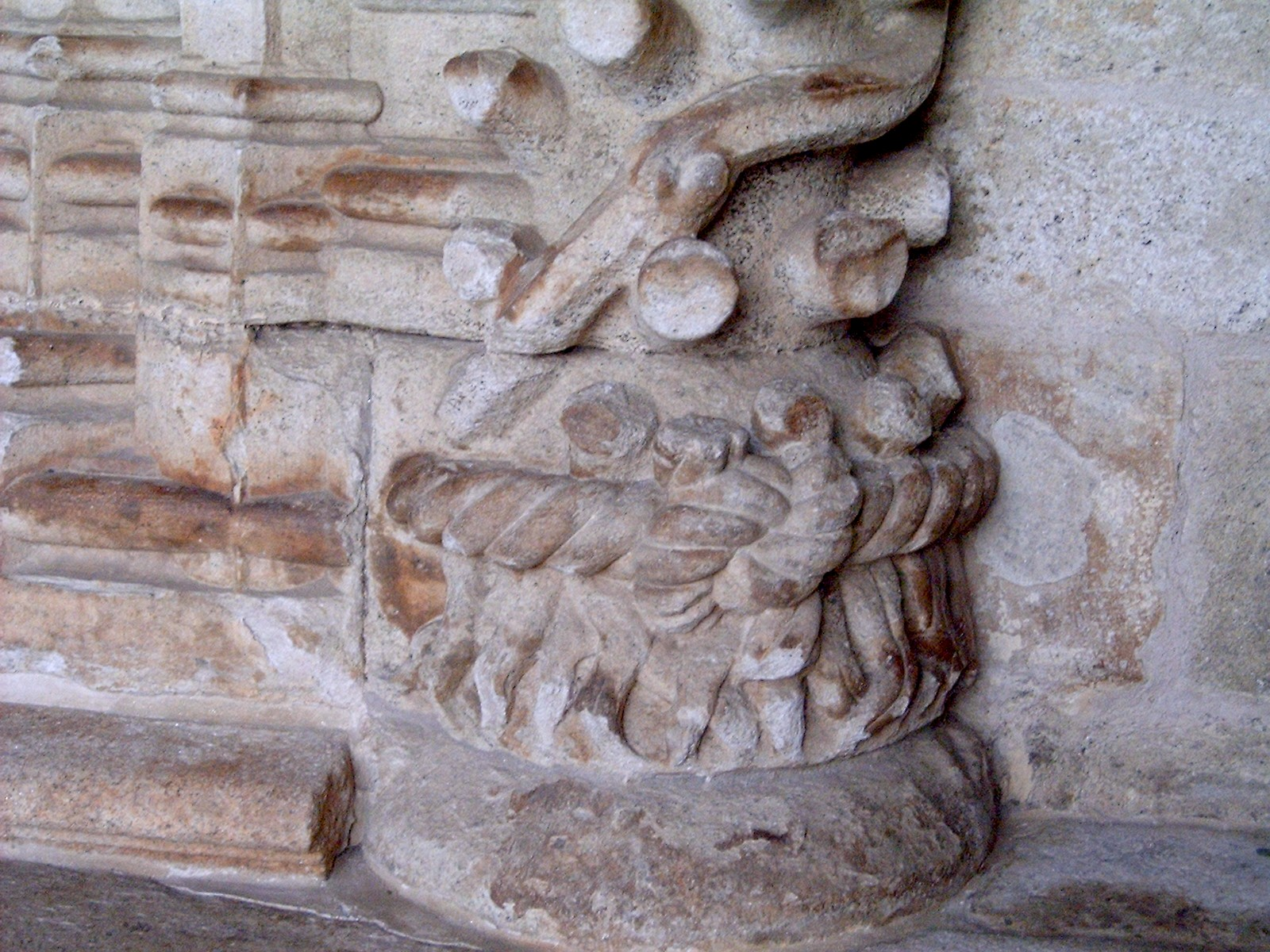
Base dels troncs laterals

#### Torre sud
Al segle xviii, la façana principal fou remodelada, i s'integrà el portal del segle XI en la torre sud. La façana de l'església, encomanada el 1796 - 1797, començà a ser executada el 1804 - 1805. Aquesta torre, que tingué un rellotge de sol fins al 1629, més petita que la torre nord, o "nova", es construí segons característiques neogòtiques, evidents en la rosassa i en les finestres d'arc apuntat, al centre del frontispici. Els vestigis del pòrtic del segle XI o XII foren, llavors, reutilitzats en conjunt amb dues arquivoltes noves, però fetes a l'estil romànic. Aquesta torre es manté inacabada fins ara.(2)
Alhora que s'iniciaven les obres del segle XVI en l'església, tot l'edifici est del claustre, a partir del braç esquerre del transsepte es reconstruí. Se sap que es faria abans de 1520 ja que existeix un document sobre un fuster, de nom Bartolomeu Dias que, contractat aquest any per a les obres del monestir da Avé-Maria de Porto, les executaria com les havia fet en el Convent de Vilar de Frares. Les obres es van mantenir durant tot aquest segle. Manuel de Elvas manà construir el dormitori occidental el 1523, sobre el buit del celler, encara hui existent. Aquestes obres acabarien el 1525. El 1543, sota les ordres de Cristóvão da Purificaçâo, s'alçà el dormitori de "Vale de Cavalinhos", fet en pedra. També en aquesta dècada, Gabriel da Conceiçâo va fer l'encàrrec de les obres del dormitori gran, al costat de l'horta, de les instal·lacions del Col·legi de Filosofia i Teologia, d'un refectori nou i d'una cuina. El 1572, Gaspar de Cristo Baião manà construir el "dormitori de la barana", i dos molins. Per ordre d'Álvaro de Santa Maria, de 1581 a 1583, es construí un safareig de planta gairebé quadrangular que aprofitava l'aigua dels molins, i les cases de la procuració, de l'oli i els graners. Al llarg del segle XVI es van construir capelles en l'interior del convent, que van ser arrasades al llarg del temps.
El convent, no obstant això, fou nacionalitzat el 1834 i venut en subhasta pública. El 19 d'agost de 1898, un violent incendi va reduir gran part del convent a cendres. El propietari de l'edifici, Joaquim Domingos Ferreira Cardoso, va procedir, llavors, a la reconstrucció de l'edifici tal com era, exceptuant-ne la part sud, que quedà limitada al pis.(2)

### Claustre
Un claustre del segle XIV donà lloc, el 1555, a una obra moderna, amb columnes de marbre. Aquest claustre, entre els dormitoris i l'església fou adornat el 1597 amb una font renaixentista de marbre, construïda a Lisboa l'any anterior, i de què no es coneix actualment el parador, composta per dues tasses.
Una altra font, abans situada al pati del convent, i classificada com Monument Nacional, fou transferida a Barcelos el 1967, davant de l'església del Bom Jesus da Cruz. L'actual font que es troba al pati conventual conté un tanc circular, amb una columna ornada amb elements vegetals i rematada per una corona reial sostinguda per quatre àguiles, sota les quals hi ha quatre raigs. Es debat la datació d'aquesta font: hi ha autors que la consideren de principis del segle xvii, mentre que altres la identifiquen com la font alçada pel rector Joaquim Lopes da Costa entre 1790 i 1792.(2)